# 제닌

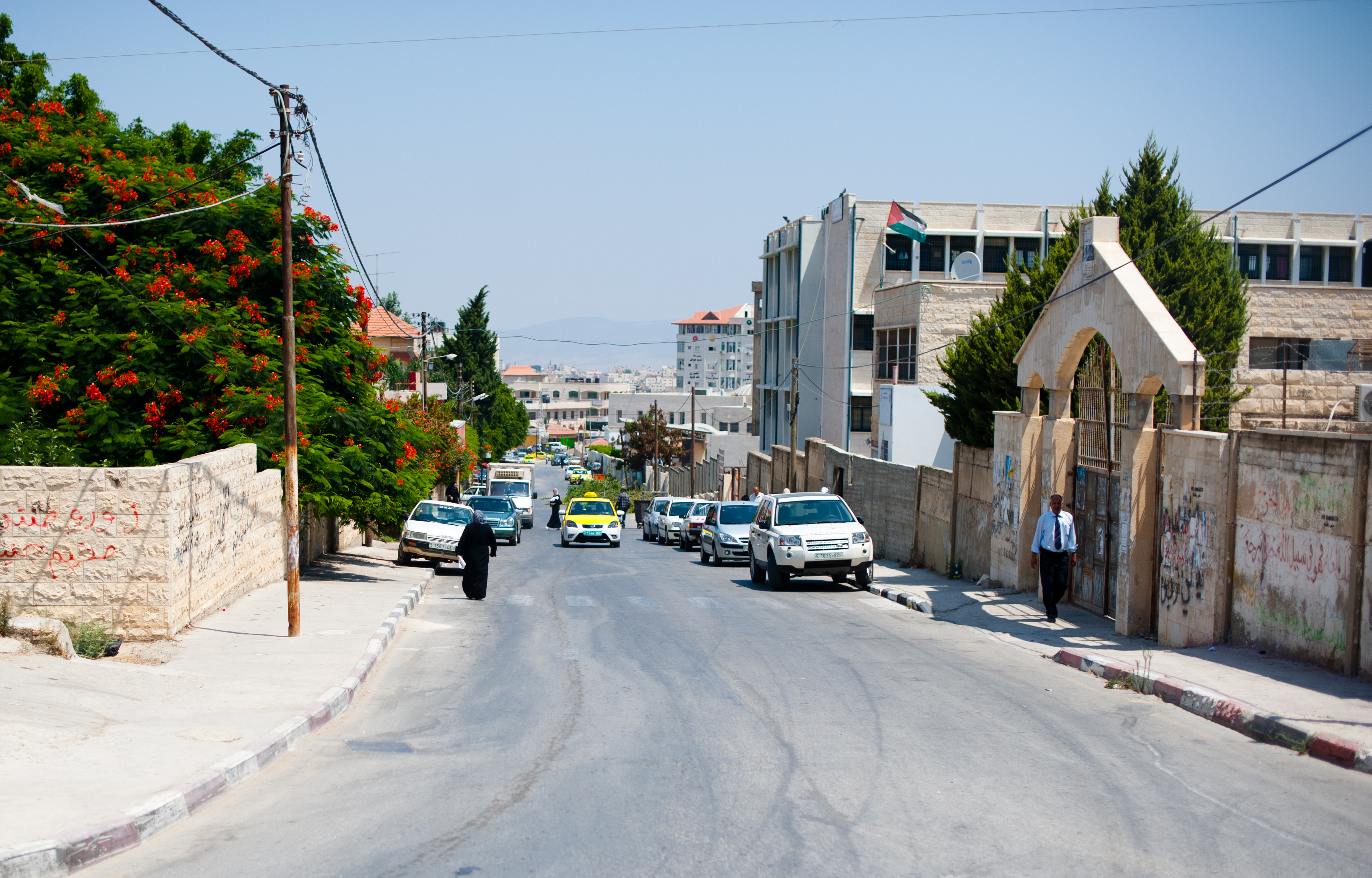
제닌 시가지

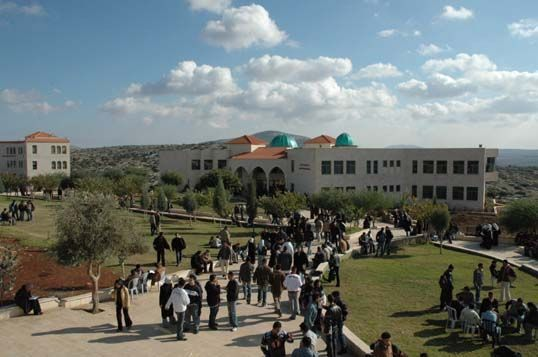
제닌에 위치한 아랍 아메리카 대학교

제닌(아랍어: جنين)은 팔레스타인 요르단강 서안 지구에 위치한 도시로 제닌주의 주도이며 면적은 37.3km2, 인구는 39,004명(2007년 기준, 난민촌 거주 인구인 10,371명 포함)이다. 도시 이름은 아랍어로 "정원의 샘"을 뜻한다.

## 역사
13세기 말부터 맘루크 술탄국의 지배를 받았으며 1517년부터 1918년까지는 오스만 제국의 지배를 받았다. 1949년 제1차 중동 전쟁 이후에는 요르단의 지배를 받았고 1967년 제3차 중동 전쟁에서 이스라엘 군대에 점령되었다.

## 지리
요르단 강 서안 지구 북부에 위치하며 나블루스에서 북쪽으로 42km, 아풀라에서 남쪽으로 18km, 하이파에서 남동쪽으로 51km 정도 떨어진 곳에 위치한다.

## 문화
팔레스타인의 주요 대학교 가운데 하나인 아랍 아메리카 대학교가 제닌에 위치한다.

## 같이 보기
- 2023년 제닌 침공